# Sergei Adamowitsch Kowaljow

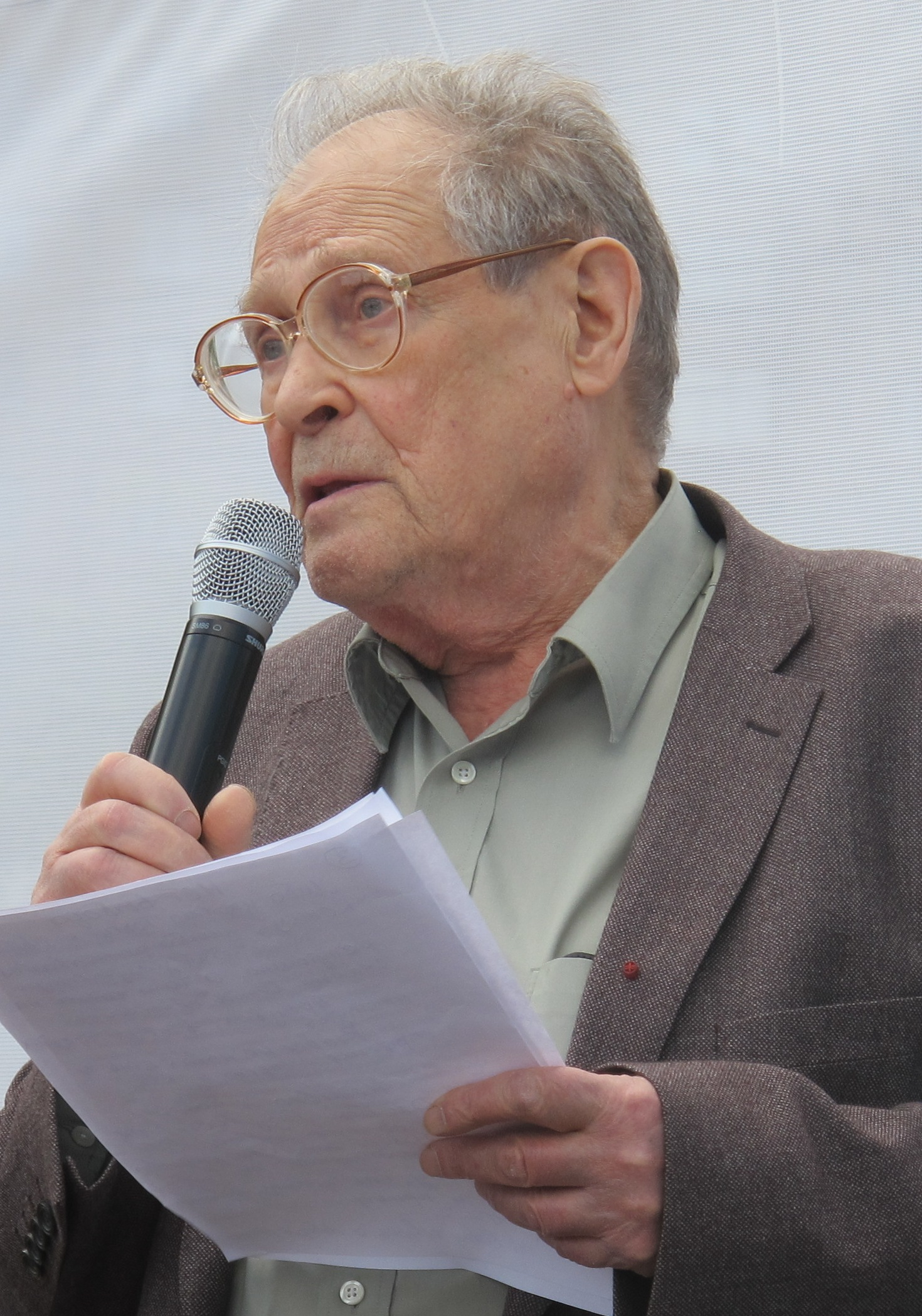
Sergei Kowaljow (2015)

Sergei Adamowitsch Kowaljow (russisch Сергей Адамович Ковалёв; * 2. März 1930 in Seredyna-Buda, Oblast Sumy, Ukrainische SSR, Sowjetunion; † 9. August 2021 in Moskau) war ein sowjetischer Dissident und später ein russischer Menschenrechtler und Politiker der Partei Jabloko. Der Biologe gab ein Samisdat heraus, war von 1990 bis 2003 Parlamentsabgeordneter und von 1993 bis 1995 Vorsitzender der Menschenrechtskommission im Kabinett des russischen Präsidenten.

## Leben

### Beruf
1932 zog die Familie nach Moskau. 1954 schloss er ein Studium an der Biologischen Fakultät der Staatlichen Universität Moskau ab und promovierte 1964. Bis 1970 forschte er an der Moskauer Universität auf den Gebieten Biologie und Biophysik. Insgesamt veröffentlichte er über 60 wissenschaftliche Arbeiten.

### Dissident
1956 protestierte er mit Freunden auf dem Moskauer Puschkin-Platz gegen die sowjetische Intervention in Ungarn. 1962 beteiligte er sich an der Wissenschaftsopposition gegen den Chefbiologen Trofim Lyssenko. 1966 stellte er sich als Zeuge für die Verteidigung im politischen Prozess der russischen Schriftsteller Andrei Sinjawski und Juli Daniel zur Verfügung. 1968 sammelte er an seinem Institut Unterschriften gegen die Inhaftierung von Dissidenten, die gegen den Einmarsch sowjetischer Truppen in die Tschechoslowakei demonstriert hatten und trat als Zeuge bei deren Prozessen auf.
1969 schloss er sich der Initiative Gruppe für den Schutz der Menschenrechte in der UdSSR an. 1971 wurde er Mitherausgeber der im Samisdat verfassten Chronik der laufenden Ereignisse (russisch Chronika tekuschtschich sobyti), die Menschenrechtsverletzungen in der Sowjetunion aufzeigte (zusammen mit Tatjana Michailowna Welikanowa und Tatjana Sergejewna Chodorowitsch). Er schloss Freundschaft mit Andrei Sacharow, verfasste Petitionen an die UNO, wurde 1974 Mitglied der sowjetischen Sektion von Amnesty International. Sein Sohn und seine Schwiegertochter unterstützten seine Aktivitäten.
Im Dezember 1974 wurde Kowaljow verhaftet. 1975 wurde er im litauischen Vilnius wegen antisowjetischer Aktivitäten und Propaganda zu sieben Jahren Arbeitslager und drei Jahren Verbannung verurteilt. Die Haft verbüßte er im Lager Perm-36 in Kutschino im Gebiet von Perm und dem Gefängnis Tschistopol; die Verbannung im Dorf Matrossowo an der Kolyma. Danach zog er in die Stadt Kalinin. Sohn und Schwiegertochter erfuhren ein ähnliches Schicksal. 1987 durften seine Kinder in die USA ausreisen und Kowaljow nach Moskau zurückkehren. Dort bekam er eine Arbeitsstelle am Institut für Probleme des Informationstransfers der Akademie der Wissenschaften der UdSSR.

### Politiker
Im Zuge der vom neuen KPdSU-Generalsekretär Michail Sergejewitsch Gorbatschow initiierten Perestroika gründete Kowaljow 1987 gemeinsam mit anderen Menschenrechtlern den Presseclub Glasnost. 1988 wurde er Leiter der Projektgruppe für Menschenrechte der internationalen Stiftung Für das Überleben und die Entwicklung der Menschheit.
1990 kandidierte er auf Anregung Sacharows für die russische Menschenrechtsorganisation Memorial erfolgreich bei der Wahl des Volksdeputiertenkongress der RSFSR für das Wahlbündnis Demokratisches Russland. Er wurde auch Mitglied im Obersten Sowjet der Russischen SFSR, dessen Präsidium er angehörte, und war von 1990 bis 1993 Vorsitzender des parlamentarischen Komitees für Menschenrechte des Obersten Sowjets. Zugleich wurde er Leiter der russischen Delegation bei der UN-Menschenrechtskommission in Genf.
Bei der Dumawahl 1993 wurde er für das radikaldemokratische Bündnis Wahl Russlands erneut ins Parlament gewählt, nahm maßgeblich Einfluss auf den Bürgerrechtskatalog in der russischen Verfassung, die Rechte und Freiheiten der Menschen und der Bürger und wurde erneut Vorsitzender des parlamentarischen Menschenrechtsausschusses. Boris Jelzin ernannte ihn 1993 zum Vorsitzenden der Menschenrechtskommission im Kabinett des Präsidenten. Er ging auf Inspektionsreisen in die sibirischen Straflager, ins tschetschenische Grosny und verfasste Vorlagen zur Humanisierung des russischen Strafvollzugs.
Im Januar 1995 initiierte er einen kurzzeitigen Waffenstillstand in Tschetschenien. Er trat aus Protest gegen die Tschetschenienpolitik aus dem Kabinett Jelzins zurück und beschuldigte den Präsidenten, für die Eskalation des Konflikts verantwortlich zu sein. Nach scharfer Kritik an den Übergriffen der russischen Armee im Ersten Tschetschenienkrieg entzog ihm das Parlament im März 1995 mit 240 zu 75 Stimmen den Vorsitz des Menschenrechtsausschusses.
Auf der anderen Seite wurde Kowaljow vorgeworfen, während des russischen Einmarsches in Grosny die Truppen per Funk aufgefordert zu haben, sich zu ergeben und freiwillig in tschetschenische Gefangenschaft zu begeben. Im Gegenzug wurde ihnen freies Geleit aus der Republik zugesichert. Tatsächlich kam es bei Gefangennahmen russischer Soldaten aber zu zahlreichen Folterungen und Hinrichtungen.
Wegen seines maßgeblichen Beitrages zur Bildung der offiziellen Opposition gegen den Ersten Tschetschenienkrieg wurde er mit dem Homo Homini Preis 1994 ausgezeichnet.
Bei den Wahlen 1995 und 1999 wurde er als liberaler Abgeordneter der Duma wiedergewählt. Von 1996 bis 2003 war er Mitglied der russischen Delegation in der Parlamentarischen Versammlung des Europarats. Ab 1996 war er Präsident des Menschenrechtsinstituts Russlands. 2000 nahm er am Internationalen öffentlichen Tribunal Vilnius teil, das die Verbrechen des Kommunismus bewerten sollte. 2002 initiierte er eine öffentliche Kommission, um die Hintergründe der Sprengstoffanschläge auf Moskauer Wohnhäuser 1999 zu beleuchten. Nachdem die Kommission behauptet hatte, dass nicht tschetschenische Terroristen, sondern der russische Inlands-Geheimdienst FSB hinter dem Anschlag stünde, wurden führende Kommissionsmitglieder entweder ermordet (Sergej Juschenkow), in politisch motivierten Verfahren verurteilt (Michail Trepaschkin), kamen unter ungeklärten Umständen ums Leben (Juri Schtschekotschichin) oder wurden brutal zusammengeschlagen (Otto Lacis).
Für die Präsidentschaftswahlen 2008 erklärte er, es werde keinen Gewinner geben ohne Zustimmung des Kremls. Wenn es keine Chancen gebe, eine Wahl zu gewinnen, werde die Wahl „eine Falle, ein Trick für Regierungspropaganda“.
Kowaljow starb im August 2021 im Alter von 91 Jahren.

## Auszeichnungen
- 1992: Medaille der Erinnerung des 13. Januars der Republik Litauen
- 1993: Ehrendoktortitel der Medizin an der Litauischen Universität für Gesundheitswissenschaften
- 1994: Persönlichkeit des Jahres der Tageszeitungen Iswestija (Moskau) und Gazeta Wyborcza (Warschau)
- 1994: Homo-Homini-Preis der tschechischen Hilfsorganisation Člověk v tísni (Mensch in Not)
- 1995: Bruno-Kreisky-Preis für Verdienste um die Menschenrechte
- 1995: Ehrenbürger von Krakau
- 1995: Europäischer Menschenrechtspreis (gemeinsam mit Raoul Wallenberg)
- 1995: Internationaler Nürnberger Menschenrechtspreis
- 1995: Nominierung für den Friedensnobelpreis
- 1995: Theodor-Haecker-Preis
- 1996: Auszeichnung der Internationalen Liga für Menschenrechte
- 1996: Auszeichnung des norwegischen Helsinki-Komitees
- 1996: Ehrendoktortitel im Bereich der Menschenrechte an der University of Essex
- 1996: Nominierung für den Friedensnobelpreis
- 1996: Orden des Ritters der Ehre der Tschetschenischen Republik Itschkerien (ausgezeichnet in Moskau im Januar 1997)[17]
- 1999: Großoffizierskreuz des Ordens des litauischen Großfürsten Gediminas
- 2000: Carl-von-Ossietzky-Preis für Zeitgeschichte und Politik
- 2003: Tomáš-Garrigue-Masaryk-Orden (II. Klasse)
- 2004: Olof-Palme-Preis (gemeinsam mit Ljudmila Alexejewa und Anna Politkowskaja)
- 2005: Victor-Gollancz-Preis (gemeinsam mit Mustafa Dschemilew)
- 2005: Orden des Marienland-Kreuzes (III. Klasse)
- 2006: Offizier der Ehrenlegion[18][19]
- 2009: Sacharow-Preis des Europäischen Parlaments (gemeinsam mit Ljudmila Aleksejewa und Oleg Orlow für die Menschenrechtsorganisation Memorial)[20]
- 2009: Großkreuz des Verdienstordens der Republik Polen
- 2011: Freiheitspreis der Republik Litauen[21]

## Privates
Kowaljows Gesundheit galt seit seinem langjährigen Aufenthalt im Arbeitslager als angeschlagen. Im Juli 1996 erlitt er einen schweren Herzinfarkt.
Er war mit der Rechtsanwältin Ludmila Jurjewna Boizowa verheiratet. Sie haben einen Sohn und zwei Töchter, Iwan, Marija und Warwara.

## Schriften
- S. A. Kovalev et al.: Rossiiskij bjulleten' po pravam čeloveka. Memorial, Moskva 1991, ISBN 5-87106-020-X
- Sergej Kowaljow: Der Flug des weißen Raben: Von Sibirien nach Tschetschenien: Eine Lebensreise. Rowohlt Berlin, Berlin 1997, ISBN 3-87134-256-4
- Sergej A. Kowaljow: Russlands schwieriger Weg und sein Platz in Europa. Collegium Europaeum Jenense, Jena 1999, ISBN 3-933159-05-9
- Roger Hood, Sergei Kovalev: The death penalty: Abolition in Europe. Council of Europe Pub., Strasbourg 1999, ISBN 92-871-3874-5
- Sergej Kovalev: Pragmatika političeskogo idealizma. Institut prav čeloveka, Moskva 1999
- S. A. Kovalev: Mir, strana, ličnost' . Izograf, Moskva 2000, ISBN 5-87113-085-2